# ذي بيغيلد (فلم 2017)
ذي بيغيلد هو فيلم درامي أمريكي صدر عام 2017 من كتابة وإخراج صوفيا كوبولا، مستند على رواية تحمل الاسم نفسه (نشرت أصلاً باسم رسمة الشيطان) من كتابة  توماس بي.كولينان ‏. الفيلم من بطولة كولين فاريل ونيكول كيدمان وكيرستين دانست وإيل فانينغ. صدر فيلم بنفس الاسم ومستند من نفسة القصة سنة 1971.
عرض لأول مرة في 24 مايو في مهرجان كان السينمائي لعام 2017، وتم اختياره للتنافس على السعفة الذهبية في قسم المنافسة الرئيسية، حيث فازت كوبولا بجائزة أفضل مخرج، لتصبح ثاني امرأة فقط تفوز بذلك. تم الإفراج عن الفيلم من الناحية النظرية في 23 يونيو 2017، من قبل شركة فوكس فيتشرز.

## القصة
مارثا فارنسورث تدير مدرسة للبنات في ولاية فرجينيا خلال الحرب الأهلية الأمريكية. خلال 1864 جميع الطلاب والمعلمين والعبيد تقريباً رحلوا. فقط المعلمة إدوين و5 طالبات بقوا مع السيدة فارنسورث.
خلال بحثها عن المشروم في الغابة، إيمي، واحدة من الطلاب، تجد العريف جون ماكبورني مصاباً في ساقة. إيمي تجلب العريف إلى المدرسة حيث يفقد الوعي. الفتيات يقفلن على العريف الغرفة بينما السيدة مارثا تعتني بجرحه. جميع الفتيات والسيدات في المدرسة سحورا على الفور من قبل الرجل الوسيم.
في البداية أراد بعض الفتيات تسليمه إلى جيش الحلفاء ولكن السيدة مارثا تقرر أنها سوف تدع ساقه تشفى قبل أن تقرر ما سوف يفعلونه بشأنه. عندما وصل جيش الحلفاء للمدرسة، لم تخبرهم السيدة فارنسورث أن جندياً من جيش الاتحاد موجود في المدرسة.
وبينما هو يتعافى تتشاجر السيدات والفتيات من أجل الحصول على اهتمام ماكبورني وعاطفته. حيث يقدمن له الهدايا ويرتدين المجوهرات ويعدون له عشاءاً فاخراً. يقبل مودتهن ويركز على السيدتين فارنسورث ومورو.

## طاقم الفيلم

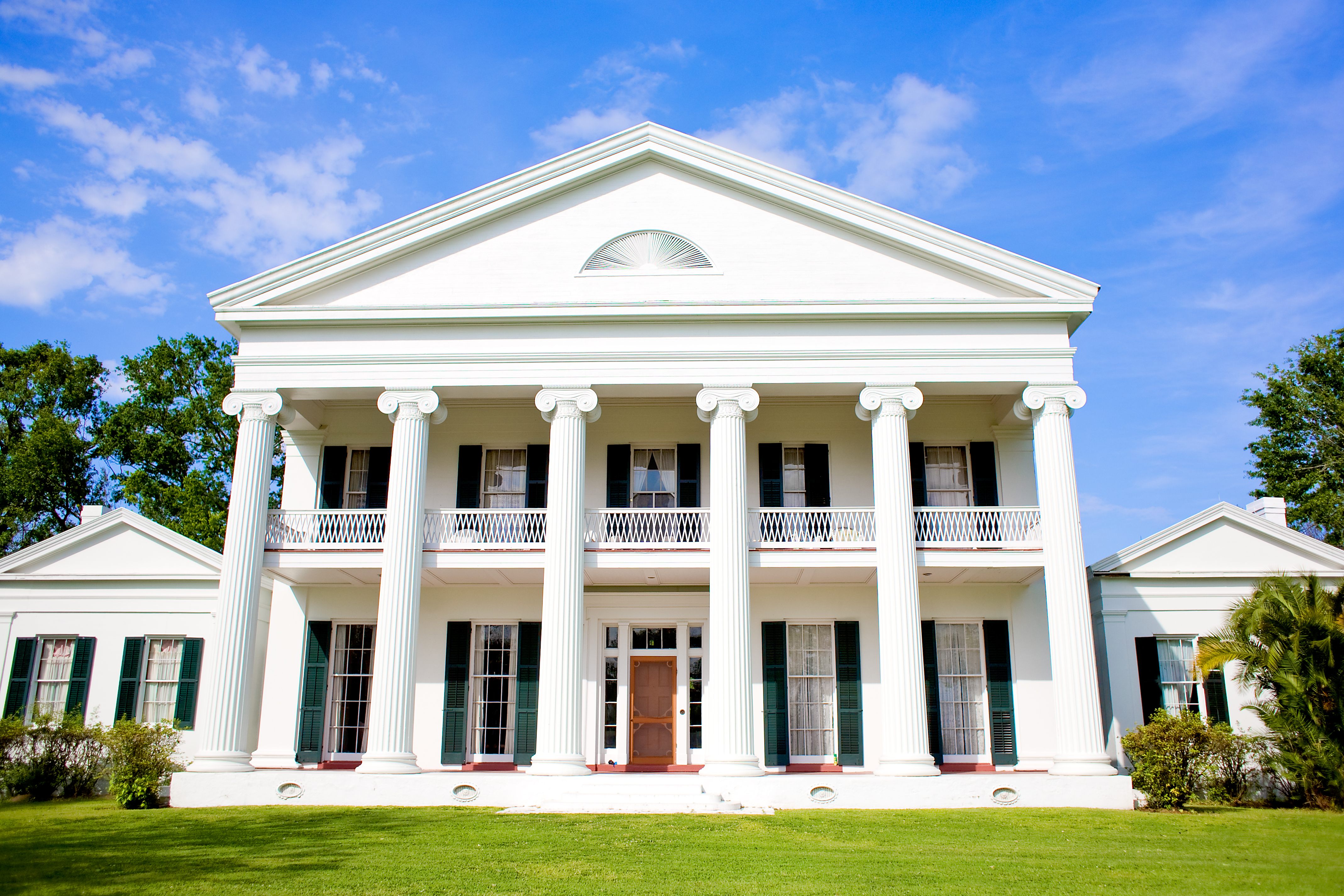
بيت مزرعة أل ميدوود

كولين فاريل بدور العريف جون ماكبورني

### التصوير
التصوير الرئيسي بدأ في 31 أكتوبر 2016 و إنتهى في 7 ديسمبر 2016.
تم تصوير اللقطات الخارجية في بيت مزرعة آل ميدوود بالقرب من نابليونفيل، لويزيانا[6][6][6][6], بينما تم تصوير اللقطات الداخلية في داخل منزل الممثلة جينيفر كوليدج في  نيو أورليانز.

## وصلات خارجية
- الموقع الرسمي
- مقالات تستعمل روابط فنية بلا صلة مع ويكي بيانات

لا توجد روابط لمواقع التواصل الاجتماعي.